# Dolioloides rarum
Dolioloides rarum är en ryggsträngsdjursart som beskrevs av Karl Grobben 1882. Dolioloides rarum ingår i släktet Dolioloides och familjen tunnsalper. Inga underarter finns listade i Catalogue of Life.